# Merionoeda hasta
Merionoeda hasta là một loài bọ cánh cứng trong họ Cerambycidae.